# Problèmes d'adultes
Problémes d'adultes è un singolo dell'album L'Apogée del gruppo rap Sexion d'Assaut.